# Gertrud Huber
Gertrud Maria Huber (* 18. Oktober 1963 in Altötting) ist eine deutsche Zitherspielerin, Musikerin und Musikpädagogin sowie Musikethnologin und Volksmusikforscherin.

## Leben
Gertrud Huber wuchs im bayerischen Marktl nahe der österreichischen Grenze auf, ihr Vater war Mechaniker und ihre Mutter Hausfrau. Mit fünf Jahren erhielt sie ihren ersten Unterricht auf der Zither. 1981 gewann sie bei Jugend musiziert in der Wertung „Zither solo“ den Ersten Preis auf Bundesebene. Ihre berufliche Laufbahn begann Gertrud Huber zunächst beim Werk der Wacker Chemie in Burghausen. Dort arbeitete sie bis zum Beginn ihres Musikstudiums.
Gertrud Huber studierte am Richard-Strauss-Konservatorium in München und an der Hochschule Nürnberg-Augsburg Zither im Diplomstudiengang sowie Harfe, Hackbrett, Volksmusik und Jazzklarinette sowie Musikwissenschaft an der mdw Universität für Musik und darstellende Kunst Wien. Seit 2020 lehrt sie als Senior Lecturer am Institut für Volksmusikforschung und Ethnomusikologie der mdw in Wien. Von 1996 bis 2012 unterrichtete sie als Gastdozentin an der Bundesakademie für musikalische Jugendbildung in Trossingen in Verbindung mit der Hochschule für Musik und Theater München und dem Deutschen Zithermusik-Bund e.V. in der Zitherlehrerausbildung. Seit Jahren wirkt sie als Jurorin bei Musikwettbewerben wie Jugend musiziert, prima la musica, International Music Competition SVIREL und Roland-Zimmer-Wettbewerb mit.
2014 legte sie im Rahmen ihrer Promotion am Institut für Volksmusikforschung und Ethnomusikologie an der Hochschule für Musik und darstellende Kunst Wien eine wissenschaftliche Arbeit mit dem Titel „Die Zither in Amerika. Die ‚moderne Gebirgszither‘ in US-amerikanischer Spielpraxis anhand von vier Fallstudien“ vor. Betreut wurde sie dabei von Gerlinde Haid († 2012), Ursula Hemetek und Philip V. Bohlman. Gertrud Huber bringt mit vielfältigen ethnomusikologischen Forschungsprojekten Kunst und Wissenschaft zusammen. Sie nimmt kritisch Stellung zu Themenbereichen der traditionellen Musik mit Schwerpunkt auf alpenländische Volksmusik, zum Wesen der Zitherinstrumente weltweit, zu Musik im Kontext von Erinnerungspolitik, Nationalismus und Diaspora sowie Gender Studies.

## Musik
Vom volksmusikalischen Erbe ihrer bayerischen Heimat fasziniert, verbindet Gertrud Huber diese Tradition mit unterschiedlichen stilistischen und musikalischen Richtungen. Neben Zither und Harfe spielt sie auch Hackbrett, Jazzklarinette und typisch alpenländische Instrumente wie Steirische Harmonika und Raffele. Ihr gefühlsbetontes Instrumentalspiel ergänzt sie mit gesungenen Jodlern und traditionellen Liedern.
Gertrud Huber kann auf zahlreiche nationale und internationale Auftritte, u. a. mit den New Yorker Philharmonikern unter der Leitung von Kurt Masur, zurückblicken. Sie hat verschiedene CD-Aufnahmen, darunter die bei Silva Screen Records in London erschienene Reproduktion The Third Man Theme (Der dritte Mann) und „Der Weg zum Herzen – Salonmusik Gertrud Huber“, vorgelegt sowie Filmmusiken eingespielt, wie 2023 der Wiener Tatort Bauernsterben. Im Rahmen ihrer solistischen Tätigkeit arbeitete sie mehrfach mit den Schauspielerinnen Christiane Hörbiger, Marianne Sägebrecht, Monika Baumgartner und Senta Berger sowie mit den Schauspielern Siegfried Rauch und Wolfgang Fierek zusammen. Beim Toni-Goth-Ensemble spielte sie über zehn Jahre die Bauernharfe.

## Diskografie (Auszug)
- 1990: „Volksmusik aus München“ – Volksmusikensemble des Richard-Strauss-Konservatoriums München, Kulturreferat der Landeshauptstadt München
- 1993: „Schlosskonzert in Hohenkammer“ – Toni-Goth-Ensemble, EGO-Musikproduktion
- 1994: „Schlosskonzert in Jetzendorf“ – Toni-Goth-Ensemble, EGO-Musikproduktion
- 1996: „Saitenblicke II“ – Sappradi, Global Records
- 1996: “Ein Weg zum Herzen” – Salonmusik Gertrud Huber, GH 960702
- 1998: „Jamei“ – Sappradi, Meilton
- 1999: „Schlosskonzert in Amerang“ – Toni-Goth-Ensemble, Sixn-Dirndl, EGO-Musikproduktion
- 2003: „The Third Man“ – Anton Karas, Silva Screen Records Ltd.